# Killbox 13
Killbox 13 — двенадцатый студийный альбом американской трэш-метал-группы Overkill, выпущенный в 2003 году.

## Об альбоме
Название диска происходит из того, что группа считает мини-альбом «Overkill» своим первым альбомом, следовательно, «Killbox 13» — тринадцатым. Это первая студийная работа группы с гитаристом Дереком Тэйлером. Концептуально альбом получился довольно разнообразным, и получил положительные отзывы критиков.

## Список композиций
- Все песни написаны Д. Д. Верни и Бобби Эллсвортом

| №   | Название             | Длительность |
| --- | -------------------- | ------------ |
| 1.  | «Devil by the Tail»  | 5:24         |
| 2.  | «Damned»             | 4:13         |
| 3.  | «No Lights»          | 5:52         |
| 4.  | «The One»            | 4:58         |
| 5.  | «Crystal Clear»      | 5:03         |
| 6.  | «The Sound of Dying» | 4:56         |
| 7.  | «Until I Die»        | 5:20         |
| 8.  | «Struck Down»        | 4:42         |
| 9.  | «Unholy»             | 4:40         |
| 10. | «I Rise»             | 5:08         |

## В записи участвовали
- Бобби «Blitz» Эллсворт — вокал
- Д. Д. Верни — бас-гитара
- Дэйв Линск — ритм- и соло-гитара
- Дерек Тэйлор — ритм-гитара
- Тим Маллар — ударные

## Чарты
| Чарт (2003)                        | Высшая позиция |
| ---------------------------------- | -------------- |
| США (Billboard Independent Albums) | 31             |